# Fargo (Géorgie)
Pour les articles homonymes, voir Fargo.
Fargo est une ville américaine située dans le comté de Clinch, en Géorgie. Selon le recensement de 2020, sa population est de 250 habitants.